# رابرت لونگو
رابرت لونگو (انگلیسی: Robert Longo؛ زادهٔ ۷ ژانویهٔ ۱۹۵۳) نقاش، مجسمه‌ساز و کارگردان اهل ایالات متحده آمریکا است.